# Helen Kotas Hirsch
Helen Kotas Hirsch (1916 – 2000) là một nghệ sĩ kèn cor người Mỹ và là bè trưởng bè kèn cor trong Dàn nhạc giao hưởng Chicago. Bà là nữ bè trưởng kèn hơi đầu tiên trong bất kỳ dàn nhạc lớn nào của Mỹ.

## Cuộc sống đầu đời và giáo dục
Kotas được sinh ra với cha mẹ là người Séc vào ngày 7 tháng 6 năm 1916. Bà lớn lên ở Brookfield, Illinois. Việc học âm nhạc của Kotas bắt đầu từ năm 6 tuổi khi bà bắt đầu học piano. Ở trường trung học, ban đầu bà học thổi kèn cornet trước khi được tiếp xúc với kèn cor.
Kotas học kèn với Frank Kyrl, nhạc công của dàn nhạc giao hưởng Chicago  cho đến khi học hết trung học và khi theo học trường Cao đẳng Lyons Township. Kotas theo học đại học tại Đại học Chicago, cũng là ngôi trường mà bà lấy bằng đại học tâm lý học vào năm 1936. Khi ở đó, Kotas bắt đầu học kèn với Louis Dufrasne, nhạc công của dàn nhạc NBC chi nhánh Chicago.
Chiếc kèn cor đầu tiên mà Kotas sở hữu là chiếc kèn cor đơn của Wunderlich, do cha bà tặng. Ở trường đại học, bà bắt đầu chơi chiếc kèn cor Geyer do chị gái tặng. Kotas tiếp tục biểu diễn với chiếc kèn Geyer và miệng kèn trong suốt sự nghiệp của mình.

## Sự nghiệp
Kinh nghiệm ngồi dàn nhạc của Kotas đã bắt đầu khi bà còn là một thiếu niên. Năm 14 tuổi, bà gia nhập Dàn nhạc giao hưởng nữ Chicago với tư cách là nghệ sĩ bè kèn cor thứ tư, sau đó dần chuyển lên bè kèn thứ nhất vào năm sau. Bà cũng là nhạc công kèn thứ nhất trong Dàn nhạc Giao hưởng West Suburban. Sau khi tốt nghiệp đại học, Kotas biểu diễn tại dàn nhạc giao hưởng Chicago Civic và lần đầu gia nhập với dàn nhạc giao hưởng Chicago với tư cách là nhạc công phụ dưới sự chỉ huy của nhạc trưởng Frederick Stock. Năm 1940 và 1941, Kotas biểu diễn các chuyến lưu diễn mùa hè trong Dàn nhạc trẻ toàn Mỹ do Leopold Stokowski làm nhạc trưởng.
Sau khi vượt qua buổi kiểm tra của Fritz Reiner vào năm 1940, Kotas đã giành được vị trí kèn thứ ba với dàn nhạc giao hưởng Pittsburgh. Khi Philip Farkas từ chức khỏi dàn nhạc giao hưởng Chicago vào năm sau, 1941, Stock muốn Kotas đảm nhận vị trí chính thức ở dàn nhạc Chicago. Stock đã liên hệ với Reiner và ông đã đồng ý để Kotas kết thúc khỏi hợp đồng của bà. Trước khi Kotas được bổ nhiệm làm nhạc công kèn chính của Dàn nhạc Giao hưởng Chicago, người phụ nữ duy nhất đóng vai trò làm bè trưởng trong dàn nhạc đó hoặc bất kỳ dàn nhạc lớn nào khác của Hoa Kỳ là nghệ sĩ đàn hạc. James Chambers kế nhiệm Kotas làm nhạc công kèn vị trí thứ ba ở dàn nhạc Pittsburgh.
Kotas tham gia dàn nhạc giao hưởng Chicago bắt đầu từ mùa diễn năm 1941–42 và giữ vị trí bè trưởng kèn cor cho đến năm 1947. Năm 1947, Philip Farkas trở lại dàn nhạc với tư cách là bè trưởng kèn cor dưới sự chỉ huy của nhạc trưởng Artur Rodzinski. Rodzinski đã lợi dụng sơ hở trong hợp đồng của Kotas để buộc bà chuyển sang một vị trí khác trong dàn kèn, và sau khi phải đi khỏi vị trí bè trưởng, Kotas đã rời dàn nhạc vào năm 1948.
Sau khi rời khỏi dàn nhạc giao hưởng Chicago, Kotas vẫn sống ở Chicago. Bà làm bè trưởng kèn cor trong Dàn nhạc giao hưởng Grant Park từ năm 1950 đến năm 1958 và đảm nhiệm nhiều vị trí bè kèn cor trong dàn nhạc Chicago Lyric Opera từ năm 1954 đến năm 1965. Năm 1953, Reiner đã mời bà trở lại dàn nhạc sau khi ông được chuyển sang chỉ huy Dàn nhạc giao hưởng Chicago. Tuy vậy Kotas đã từ chối lời mời và tiếp tục tham gia các vị trí kèn khác trong dàn nhạc của mình.
Ngoài công việc biểu diễn, Kotas còn tham gia giảng dạy tại Nhạc viện Hoa Kỳ, Cao đẳng Wheaton và Nhạc viện Sherwood. Các sinh viên của bà có thể kể đến như nghệ sĩ kèn cor  và nhà sản xuất kèn truyền thống người Mỹ Lowell Greer.

## Đời tư
Kotas kết hôn với nhà bệnh lý học của Đại học Chicago Edwin Hirsch vào năm 1949. Chồng bà mất năm 1972.
Kotas từng là thủ quỹ của Nhà thờ Hyde Park Union và bà còn tham gia vào tổ chức từ thiện của phụ nữ. Kotas qua đời ở Chicago do gặp tai nạn giao thông. Bà bị một chiếc ô tô tông vào bản thân khi đang trên đường đến hội họp các cựu nhạc công của dàn nhạc giao hưởng Chicago.